# برنده بخت‌آزمایی
برندۀ بخت‌آزمایی (انگلیسی: The Lottery Man) یک فیلم کمدی صامت کوتاه به کارگردانی لئوپولد وارتون و تئودور وارتون است که در سال ۱۹۱۶ منتشر شد. از بازیگران این فیلم می‌توان به اولیور هاردی اشاره کرد.